# Premio Nazionale di Letteratura del Cile
Il Premio Nazionale di Letteratura del Cile (Premio Nacional de Literatura de Chile) è un riconoscimento letterario assegnato alla carriera ad un autore cileno per la qualità complessiva delle sue opere, indipendentemente dal genere.
Istituito nel 1942, durante la presidenza di Juan Antonio Ríos come sostegno economico alla situazione spesso precaria degli scrittori cileni, ha cadenza biennale e riconosce a ciascun vincitore una premio di 22 milioni di pesos e un vitalizio mensile pari a 20 UTM ("Unidad tributaria mensual").
Assegnato dal Governo, dal Ministero dell'Educazione e dal Consiglio Nazionale della Cultura e delle Arti (CNCA) è considerato il più importante premio letterario cileno.

## Albo d'oro
- 1942: Augusto d'Halmar
- 1943: Joaquín Edwards Bello
- 1944: Mariano Latorre
- 1945: Pablo Neruda
- 1946: Eduardo Barrios
- 1947: Samuel Lillo
- 1948: Angel Cruchaga
- 1949: Pedro Prado
- 1950: José Santos González Vera
- 1951: Gabriela Mistral
- 1952: Fernando Santiván
- 1953: Daniel de la Vega
- 1954: Víctor Domingo Silva
- 1955: Francisco Antonio Encina
- 1956: Max Jara
- 1957: Manuel Rojas
- 1958: Diego Dublé Urrutia
- 1959: Hernán Díaz Arrieta
- 1960: Julio Barrenechea
- 1961: Marta Brunet
- 1962: Juan Guzmán Cruchaga
- 1963: Benjamín Subercaseaux
- 1964: Francisco Coloane
- 1965: Pablo de Rokha
- 1966: Juvencio Valle
- 1967: Salvador Reyes Figueroa
- 1968: Hernán del Solar
- 1969: Nicanor Parra
- 1970: Carlos Droguett
- 1971: Humberto Díaz Casanueva
- 1972: Edgardo Garrido
- 1974: Sady Zañartu
- 1976: Arturo Aldunate Phillips
- 1978: Rodolfo Oroz
- 1980: Roque Esteban Scarpa
- 1982: Marcela Paz
- 1984: Braulio Arenas
- 1986: Enrique Campos Menéndez
- 1988: Eduardo Anguita
- 1990: José Donoso
- 1992: Gonzalo Rojas
- 1994: Jorge Edwards
- 1996: Miguel Arteche
- 1998: Alfonso Calderón
- 2000: Raúl Zurita
- 2002: Volodia Teitelboim
- 2004: Armando Uribe
- 2006: José Miguel Varas
- 2008: Efraín Barquero
- 2010: Isabel Allende
- 2012: Óscar Hahn
- 2014: Antonio Skármeta
- 2016: Manuel Silva Acevedo
- 2018: Diamela Eltit[7]
- 2020: Elicura Chihuailaf[8]
- 2022: Hernán Rivera Letelier[9]
- 2024: Elvira Hernández[10]